# El camino de los ingleses
El camino de los ingleses è un film del 2006 diretto da Antonio Banderas.
Banderas, qui alla sua seconda regia dopo Pazzi in Alabama del 1999, è anche produttore.
Il film è tratto dal romanzo omonimo dello scrittore spagnolo Antonio Soler, autore anche della sceneggiatura.
Nel 2007 ha vinto il premio Label Europa Cinemas, assegnato ad Antonio Banderas, al Festival internazionale del cinema di Berlino.

## Trama
Malaga, 1978. Miguelito è un adolescente che ha dovuto passare un po' di tempo in ospedale per una malattia renale. In questo periodo si è appassionato a classici come La Divina Commedia ed è deciso a lasciare il lavoro nel negozio di ferramenta per seguire il suo sogno di diventare un poeta. Trascorre l'estate con i suoi amici Babirusa, Paco e Moratalla, finché incontra in piscina una ragazza di nome Luli, che vorrebbe diventare una ballerina. I due ragazzi passano il tempo con Paco e la migliore amica di Luli, detta "Il Corpo", fino a che Miguelito incontra una sua vecchia insegnante che si interessa al suo talento. Inizia così una relazione con la donna, proprio mentre Luli viene corteggiata da Cardona, un ricco uomo maturo che le promette di aiutarla nella carriera di ballerina.

## Produzione
Le riprese del film sono state effettuate a Ciudad de la Luz (Alicante), Malaga e Londra.
La scena della pioggia è stata completamente improvvisata. Quando cominciò a piovere, la troupe pensò che le riprese sarebbero state interrotte fino a quando non fosse terminato. Antonio Banderas decise invece di cogliere l'attimo e richiamò la maggior parte degli attori sul set per girare sotto l'acquazzone. La scena ebbe un impatto tale da suggerire alla produzione il titolo inglese del film, Summer Rain.

## Colonna sonora
La colonna sonora composta da Antonio Meliveo è stata pubblicata nel 2006 dall'etichetta Milan Records.
1. Página Cero - 0:44
2. Divina Comedia - 2:59
3. Arranca el Verano - 1:21
4. Los Sueños Posibles - 6:32
5. Luli Gigante - 1:27
6. Palabras Como Pájaros - 1:54
7. Pasos - 0:58
8. Quali Colombe - 0:36
9. Beatrice - 1:40
10. Agua - 1:34
11. Mira - 3:38
12. Cerchio Primo - 1:14
13. Soliva 15 - 1:39
14. El Chico de la Ferretería - 1:26
15. Academia - 0:51
16. Cavalcanti - 1:10
17. El Ajo Rojo - 1:46
18. Habrá un Tiempo de Lluvia - 1:58
19. Alfredo y Fonseca - 2:35
20. Londres - 1:11
21. La Srta. del Casco Cartaginés - 3:23
22. Picardi - 1:56
23. El Paraca - 0:30
24. Estrella Pontificia - 1:22
25. La Fundición - 2:19
26. Igual Que una Traición - 2:39
27. Las Costas de África - 1:13
28. Puta - 1:43
29. Otoño - 2:42
30. Lèvati Siù - 2:19
31. Calle Mármoles - 1:23
32. Soy Peligroso - 0:52
33. No Eres Beatrice - 1:37
34. Sacramento - 12:12
35. El Camino de los Ingleses - 6:10

## Distribuzione
Il film è stato presentato in anteprima a Malaga il 24 novembre 2006 ed è stato distribuito nelle sale spagnole a partire dal 1 dicembre.
Nel 2007 è stato presentato in numerosi festival internazionali:
- 22 gennaio, Sundance Film Festival
- 13 febbraio, Festival internazionale del cinema di Berlino
- 5 giugno, Seattle International Film Festival
- 24 agosto, Espoo Film Festival
- 27 settembre, Festival Internazionale di Copenaghen
- 23 novembre, Festival Internazionale Cinematografico di Salonicco

Il 10 luglio 2009 è stato proiettato al Festival internazionale del cinema di Karlovy Vary, in Repubblica Ceca.

### Date di uscita
- Spagna (El camino de los ingleses) - 1 dicembre 2006
- Turchia (Yaz yagmuru) - 20 aprile 2007
- Ungheria (Forró zápor) - 23 agosto 2007
- Corea del Sud - 18 novembre 2007
- Russia (Летний дождь) - 10 aprile 2008
- Singapore - 10 luglio 2008
- Estonia (Suvevihm) - 25 luglio 2008

## Critica
Jonathan Holland su Variety ha definito il film «un adattamento minacciosamente intenso del romanzo di Antonio Soler», aggiungendo: «Il risultato è una rappresentazione tecnicamente di classe che alla fine cade vittima di eccessi stilistici... Il cast è superbamente diretto da Banderas, il che rende il film uno dei recenti ensemblers di maggior successo del cinema spagnolo».

## Riconoscimenti
- 2007 - Festival internazionale del cinema di Berlino
  - Label Europa Cinemas a Antonio Banderas
- 2007 - Cinema Writers Circle Awards
  - Nomination Miglior attrice non protagonista a Cuca Escribano
  - Nomination Miglior sceneggiatura non originale a Antonio Soler
- 2007 - Premio Goya
  - Nomination Migliore sceneggiatura non originale a Antonio Soler
  - Nomination Miglior attore rivelazione a Alberto Amarilla